# Концепция международного общества
Концепция международного общества — это концепция, согласно которой государства способны создавать международные институты и следовать международным нормам, руководствуясь своими или общими целями и интересами. Разработана в рамках английской школы международных отношений. 

## История и суть
Концепция «международного общества» основана на предположении о "общественном" характере межгосударственных отношений. Это понятие означает, что мировой порядок построен на социальных отношениях между государствами. Наиболее сжатое определение принадлежит Хэдли Буллу - международное общество “существует тогда, когда группа государств, сознавая определенные общие интересы и общие ценности, формирует общество, в котором они связаны общим сводом правил в своих отношениях друг с другом и участвуют в работе общих институтов”(Bull, 2002, p. 13).
Концепция в значительной степени опирается на конкретный исторический контекст, используемый для объяснения появления европейской межгосударственной системы. Согласно этой интерпретации, современное общество государств зародилось в Европе, и к XIX веку его члены включали себя в круг цивилизованных государств, связанных международным правом. Позже, институциональная структура международного общества распространилась по всему миру (Keene, 2014).
Использование концепции международного общества встречается в работах отцов-основателей английской школы международных отношений – Чарльза Мэннинга (Charles Manning, 1962), Мартина Уайта (Wight et al. 1991) и Хедли Булла (Bull, 1966).
Чарльз Мэннинг был первым, кто задумался над концепцией в рамках теории международных отношений. Ч.Мэннинг был особенно заинтересован в том, как государства сосуществуют в отсутствии глобальной системы управления. Ч.Мэннинг утверждал, что такая договоренность основывается на общих идеях, разделяемых государствами, а также на их усилиях по сохранению такой организации.
Хедли Булл говорил, что помимо международного общества, существуют и другие  способы организации мировой политики. Он выделял международную систему, в которой государства контактируют друг с другом, однако не связаны общими ценностями, рамками и институтами (Bull, 2002, PP.9, 240-241). Булл также описал мировое общество, в котором человечество в целом разделяет интересы и ценности (Bull, 2002, p. 269). Тем не менее, по его мнению, в мировой политике преобладает общество государств - когда группа государств, осознавая свои общие интересы и ценности, формирует общество. Это означает, что эти государства приняли определенные правила, регулирующие их отношения друг с другом, и признали общие институты. По его мнению, эти социальные связи, связывающие государства, обеспечили порядок в мировой политике. Порядок между государствами поддерживается с определённой целью. Булл определил несколько целей, которые он считал основными для каждой системы: безопасность, взаимное уважение и стабильность. Исходя из этого, он утверждал, что международное общество следует ценить, поскольку оно обеспечивает определенный порядок, способствующий достижению целей общества. Общие правила должны были служить ориентиром для достижения общих интересов (Bull, 2002, PP. 51-52). Общие институты должны были содействовать достижению общих целей (Bull, 2002, p. 71). Булл выделил пять таких институтов: баланс сил, международное право, дипломатия, система управления великих держав и война.

## Последствия
Идеи, представленные Хедли Буллом, Мартином Уайтом и Чарльзом Мэннингом, остаются в центре теории международных отношений. Однако изменения, произошедшие в мировой политике после их написания, такие как окончание холодной войны, а также изменения международных отношениях, подтолкнули теоретиков к пересмотру классического определения.
Один из подходов сосредоточил внимание на определениях международного общества. Степень культурной однородности, которая изначально озадачила Мартина Уайта, как неотъемлемый компонент эффективного функционирования системы государств, сопровождалась другими соображениями. Ян Кларк акцентировал внимание на легитимности, которая может быть использована для обозначения существования международного общества (Clark, 2005). Кроме того, Кристиан Реус-Смит утверждал, что современное общество государств опирается на два основополагающих института: договорное международное право и многосторонний порядок (Reus-Smit, 1997).
Барри Бузан предложил один из наиболее основательных пересмотров концепции международного общества. В своей работе Бузан утверждал, что классическое определение должно быть разработано, чтобы охватить события, которые оказались незначительными в период холодной войны. Более того, для Бузана английская школа была “несовершенной” теорией, но, тем не менее, претендовала на основную теорию международных отношений (Buzan, 2004, PP.25-26). С этой целью он переработал классическую "триаду" реализма, рационализма и революционизма и предложил рассматривать международную систему, международное общество и мировое сообщество как аналитические концепции, раскрывающие материальные и социальные структуры международной системы.
В качестве отправной точки Бузан взял взаимодействие в государственной системе, и сказал, что оно является социальным и что нормы и ценности являются основами общества (Buzan, 2004, p. 102). Международное общество занимается институционализацией общих интересов и идентичности между государствами и ставит создание и поддержание общих норм, правил и институтов в центр теории международных отношений. (Buzan, 2004, p. 7). Для того чтобы обеспечить согласованность, необходимую для построения четкой теоретической основы, Бузан представил отношения между людьми как общество первого порядка, а между коллективами (например, государствами) как общества второго порядка.
Целью теории было охватить три области: межчеловеческую, межгосударственную и глобальную. (Buzan, 2004, p. 159). Переработанное определение международного общества стало охватывать политические и правовые рамки, состоящие из государств, но в которых транснациональные субъекты и отдельные лица также являются участниками.

## Критика
Критика идей международного общества разделяется на несколько течений. Первое происходит из английского школы и сосредотачивает внимание на проблеме упадка международного общества. Второе течение связано с отсутствием методологической строгости в изучении международного общества. Ученые, которые не отождествляют себя с английской школой, как правило, указывают на Евроцентричный характер идеи международного общества. Третье обвиняет концепцию международного общества в неспособности учесть сложный и многосторонний аспект мировой политики.